# About Face (альбом)
About Face — второй сольный студийный альбом Дэвида Гилмора, вышедший в марте 1984 года. Альбом достиг 21-й позиции в США и 32-й в Великобритании. 19 апреля 1995 года Американская ассоциация звукозаписывающих компаний присвоила альбому золотой статус.

## Об альбоме
Диск записывался во Франции со звукорежиссёром Эндрю Джексоном, в то время, когда будущее Pink Floyd было туманным. В числе приглашённых музыкантов были Стив Уинвуд,
Рэй Купер, Джон Лорд, Энн Дадли и Майкл Кеймен (работавший над дебютным сольным альбомом Роджера Уотерса, The Pros and Cons of Hitch Hiking, вышедшим в мае того же года).
Предположительно, некоторые композиции («Murder», «Out of the Blue», «Near the End», музыкальные зарисовки для «Love on the Air» и «All Lovers are Deranged») были сочинены Гилмором, когда Уотерс работал над альбомом The Final Cut.
Уотерс, как говорят, не оставлял Гилмору времени закончить его собственные композиции, в результате чего ни одна из них не попала на альбом.
В 2006 году в интервью техасскому радио Гилмор прокомментировал About Face: «Оглядываясь назад, я вижу несколько замечательных моментов, но в целом это слишком 80-е для моего сегодняшнего вкуса» («Looking back on it, it has some great moments on there but the whole flavour of it is too '80s for my current tastes»).

## Список композиций
Все композиции написаны Дэвидом Гилмором, за исключением текстов к «Love on the Air» и «All Lovers Are Deranged», написанных Питом Таунсендом из The Who.

### Сторона А
1. «Until We Sleep» — 5:15
2. «Murder» — 4:59
3. «Love on the Air» — 4:19
4. «Blue Light» — 4:35
5. «Out of the Blue» — 3:35

### Сторона Б
1. «All Lovers Are Deranged» — 3:14
2. «You Know I’m Right» — 5:06
3. «Cruise» — 4:40
4. «Let’s Get Metaphysical» — 4:09
5. «Near the End» — 5:36

## Участники записи
- Дэвид Гилмор — гитары, вокал
- Джефф Поркаро — ударные, перкуссия
- Пино Палладино[англ.] — бас-гитара
- Йен Кьюли — орган Хаммонда, фортепиано

Приглашённые музыканты
- Стив Уинвуд — орган Хаммонда в «Love on the Air» и «Blue Light»
- Энн Дадли — синтезатор
- Боб Эзрин — клавишные, оркестровые аранжировки
- Луис Джардин — перкуссия
- Рэй Купер — перкуссия
- Джон Лорд — синтезатор
- The Kick Horns — медные духовые музыкальные инструменты

Британский Национальный филармонический оркестр
- Майкл Кеймен — оркестровые аранжировки

## Сертификации
| Регион                                                      | Сертификация | Продажи  |
| ----------------------------------------------------------- | ------------ | -------- |
| США (RIAA)                                                  | Золотой      | 500 000^ |
| ^ Данные о тиражах приведены только на основе сертификации. |              |          |